# Soilwork
Soilwork er et svensk melodisk dødsmetal-band der blev dannet i 1995 under navnet Inferior Breed. I 1996 ændrede de så navn til Soilwork for bedre at forklare deres nye musikstil. Deres musik er en sammensmeltning af den klassiske Göteborg-metallyd og med power-groove-riff fra britisk og europæisk metal fra de sene 1970'ere og tidlige 1980'ere.
Deres nye værker er baseret mere på sang og lettere melodier end deres tidligere.
I 2005 begyndte Soilworks succes at vokse; især i USA, hvor deres nyeste cd Stabbing the Drama blev #12 og #21 på henholdsvis Billboard Heatseeker and Independent album-listerne.
De spillede i 2005 også på Ozzfest side om side med In Flames.

## Bandmedlemmer
- Björn "Speed" Strid – Vokal
- Ola Frenning – Guitar
- Sven Karlsson – Keyboard
- Ola Flink – Bas
- Bastian Thusgaard – Trommer

## Diskografi

### Albums
| Udgivelsesdato | Titel                   | Pladeselskab                     |
| 1998           | Steelbath Suicide       | Listenable Records Century Media |
| 2000           | The Chainheart Machine  | Listenable Records Century Media |
| 2001           | A Predator's Portrait   | Nuclear Blast                    |
| 2002           | Natural Born Chaos      | Nuclear Blast                    |
| 2003           | Figure Number Five      | Nuclear Blast                    |
| 2005           | Stabbing the Drama      | Nuclear Blast                    |
| 2007           | Sworn to a Great Divide | Nuclear Blast                    |
| 2010           | The Panic Broadcast     | Nuclear Blast                    |
| 2013           | The Living Infinite     | Nuclear Blast                    |
| 2015           | The Ride Majestic       | Nuclear Blast                    |
| 2019           | Verkligheten            | Nuclear Blast                    |
| 2022           | Övergivenheten          |                                  |

### Demoer og ep'er
- In Dreams We Fall Into The Eternal Lake (demo fra 1997)
- The Early Chapters (ep fra 2003)

### Singler
- "Like the Average Stalker" (2001}
- "As We Speak" (2002)
- "Light The Torch" (2003)
- "Rejection Role" (2003)
- "Stabbing The Drama" (2005)
- "Nerve" (2005)
- "Exile" (2007)
- "Let This River Flow"	(2010)
- "Spectrum of Eternity" (2013)
- "This Momentary Bliss" (2013)
- "Rise Above the Sentiment" (2013)
- "Long Live the Misanthrope" (2013)
- "The Ride Majestic" (2015)

## Fodnoter
1. ↑  Heveins profil på MySpace
2. ↑  Interview of Sonic Syndicate (Swedish Heavy-Metal band) for the "Only Inhuman" release